# Liparis affinis
Liparis affinis är en orkidéart som först beskrevs av Carl Ludwig von Blume, och fick sitt nu gällande namn av John Lindley. Liparis affinis ingår i släktet gulyxnen, och familjen orkidéer. Inga underarter finns listade i Catalogue of Life.